# Артёмовская волость (Миусский округ)
Артёмовская во́лость — историческая административно-территориальная единица Миусского, затем Таганрогского округа Области Войска Донского с центром в слободе Артёмовка-Янова.
По состоянию на 1873 год состояла из слободы и 4 поселков. Население — 2937 человек (1469 мужского пола и 1468 — женского), 447 дворовых хозяйств и 9 отдельных дворов.
Крупнейшие поселения волости:
- Артёмовка-Янова — слобода у реки Севастяновка и балкой Комишуваха в 95 верстах от окружной станицы и за 12 верст от Амвросиевской железнодорожной станции, 1175 человек, 193 дворовых хозяйства и 4 отдельных дома, в хозяйствах насчитывалось 33 плуга, 145 лошадей, 134 пары волов, 685 овец;
- Мануйлов-Ореховский — посёлок у реки Севастяновка и балкой Ореховая за 106 верст от окружной станицы и за 22 версты от Амвросиевской железнодорожной станции, 543 человека, 80 дворовых хозяйств и отдельный дом;
- Колпаков-Крынский — посёлок у реки Крынка за 90 верст от окружной станицы и за 7 верст от Амвросиевской железнодорожной станции, 283 человека, 71 дворовое хозяйство и 3 отдельных дома;
- Надеждин-Карпов — посёлок у реки Крынка за 90 верст от окружной станицы и за 6 верст от Амвросиевской железнодорожной станции, 454 человека, 78 дворовых хозяйств и отдельный дом;
- Маринин-Рубашкин — посёлок у реки Крынка в 93 верстах от окружной станицы и за 10 верст от Амвросиевской железнодорожной станции, 182 человека, 25 дворовых хозяйств.

Старшинами волости были: в 1905 году — Николай Иванович Рилоненко, в 1907 году — Фёдор Васильевич Романенко, в 1912 году — И. И. Лига.